# 18-я пехотная дивизия (Румыния)
18-я пехотная дивизия (рум. divizia 18 infanterie) — воинское пехотное соединение румынской армии, принимавшее участие во Второй мировой войне на стороне гитлеровской Германии на Восточном фронте, участвовала в компании в Крыму, была разгромлена под Сталинградом, переформирована как горнострелковая. После переворота 1944 года в Румынии воевала на стороне сил антигитлеровской коалиции.

## Первое формирование
18-я пехотная дивизия 1-го формирования ранее существовала в 1916—1918 годах. Принимала участие в Первой мировой войне, в межвоенный период была расформирована.

## Вторая мировая война
Сформирована в 1941 году. Имеются сведения, что Немецкая военная миссия в Румынии помогла в создании учебных центров для 5-й, 6-й, 13-й, 18-й и 20-й пехотной дивизии, а также для румынской танковой дивизии. Они были нацелены на обучение немецкому оружие и тактике.
В операцию "Барбаросса" на момент вторжения дивизия находилась в резерве.

### В Крыму

#### На Керченском полуострове
В ходе ликвидации кризиса немецко-румынской обороны на востоке Крыма, вызванного Керченско-феодосийской десантной операцией с 5 по 14 января 1942 на прорванный фронт прибыло существенное подкрепление, сначала немецкая боевая группа, включающая 213-й пехотный полк, артиллерийские, противотанковые и зенитные части, за ними последовали остатки резервов немецкого 30-го армейского корпуса и 7-8 января румынская 18-я пехотная дивизия. 18-я пехотная дивизия только что прибыла в Крым вместе с 10-й пехотной дивизией после 450-километрового марша в тяжёлых условиях. Румынская 4-я горнострелковая бригада также была подчинена 30-му немецкому корпусу.
Э. фон Манштейн писал: "Маршал Антонеску зато предоставил нам еще две румынские пехотные дивизии. Из них 10 пд была использована для охранения западного берега Крыма, в особенности порта Евпатория. 18 пд мы поставили на северном фланге парпачского участка. Мы рассчитывали, что, упираясь флангом в Азовское море, она сможет удержать свою позицию, тем более что болотистая местность перед ее фронтом делала мало вероятным использование противником крупных сил."
Велась подготовка к контрнаступлению и уничтожению советского плацдарма в Феодосии. Румынская 8-я кавалерийская бригада и 18-я пехотная дивизия, составлявшие 6-й румынский корпус, были приданы немецкому 42-у армейскому корпусу, удерживавшему фронт на севере Парапачского перешейка (в советской историографии Ак-Монайский перешеек) против войск советской 51-й армии.
Румынские войска, приданные 42-му корпусу, также вели наступательные действия на участке между Сеит-Асаном и морем. Они выполнили поставленные перед ними задачи в первый день, а затем отразили несколько контратак советских войск. Только на фронте 18-й дивизии Красной Армии потеряла 16 танков и 600 человек убитыми.
27 февраля 1942 года советские войска начали новое наступление на Керченском полуострове. К вечеру им удалось создать брешь шириной 4 км и глубиной 8 км. По советским данным 18-я пехотная дивизия отступила в беспорядке, было много потеряно тяжёлого вооружения, включая два немецких артдивизиона. Но советское командование успех не сумело развить. В бой были брошены две советские танковые бригады, 39-я и 40-я, но они практически завязли в грязи. Вообще, погода доставила большие проблемы как одной, так и другой стороне. На следующий день немецкий 213-й пехотный полк и 18-я дивизия контратаковали и продвинулись на 3 км. Во второй половине дня советские войска контратаковали и взяли деревню Киет, но удерживали её недолго и в тот же день уступили 213-му полку. На следующий день в бой вступила 8-я кавалерийская бригада. В последующие дни бои продолжились артиллерийские обстрелы, атаки и контратаки. К 3 марта обе стороны были истощены. К 3 марта советским войскам удалось взять под контроль небольшую территорию на северном участке фронта. Фронт стабилизировался на Парчакском перешейке.
До начала операции «Охота на дроф» дивизия удерживала фронт.

#### Штурм Севастополя
После разгрома Крымского фронта 18-я дивизия была переброшена под Севастополь, где Э. фон Манштейн готовил решающий штурм. 18-я пехотная дивизия прикрывала левый фланг 54-го корпуса, а 1-я горнострелковая дивизия — правый фланг 30-го корпуса. Их задача заключалась в том, чтобы сковать советские войска перед собой и помочь соседнему немецкому корпусу в их наступлении. Операция «Störfang» (Лов Осетра) началась с жестоких пятидневных артиллерийских и воздушных бомбардировок в период со 2 по 6 июня 1942. 18-й пехотная дивизия сковывала советские войска перед собой, 386-ю стрелковую дивизию и 8-ю бригаду морской пехоты. Южнее 1-я румынская горная дивизия должна была поддержать наступление северного фланга 30 ак путем захвата высоты Сахарная головка.
20 июня 1-й горнострелковой дивизии удалось выйти к мосту, а 18-я пехотная дивизия продвинулась вперед и с наступлением темноты вела бой к востоку от Старого форта. В последующие дни штурм Федюхиных высот и Бастиона II продолжались, но без особого успеха. В ночь с 22 на 23 июня 1-я горнострелковая дивизия сумела взять мост через реку Черную и продолжила наступление. В тот же день, 18-я дивизия подошла к Бастиону II на один километр. 24 июня Горнострелковый корпус начал наступление на Бастион II, важнейший советский наблюдательный пункт. После нескольких часов ожесточенных боев, с 14:40 до вечера, 18-й пехотной дивизии удалось лишь приблизиться к цели. То же самое с атаками 1-й горнострелковой дивизии, которые была отбиты. Однако на следующий день 18-я дивизия при содействии 1-й горнострелковой дивизии прорвала советские позиции, а 3 полковые разведывательные роты проникли внутрь, взяли Бастион II в 12:30 и удержали его от контратаки советских войск. Таким образом, 11-я армия овладела внешней полосой обороны Севастополя
Второй этап операции — штурм внутренней оборонительной полосы Севастополя — начался 29 июня с мощного артиллерийского и авиационного обстрела. Румынский горнострелковый корпус был отведен с первой линии и отправлен на юг, чтобы подавить сопротивление советских войск у Балаклавы, а 4-я горнострелковая дивизия была переведена в резерв 54-го корпуса. К началу июля 1-й горнострелковой и 18-й стрелковой дивизиям удалось очистить район вокруг Балаклавы и взять в плен 10 000 человек.

### Под Сталинградом
В начале октября 1942 года румынская 4-я армия прибыла в район Котельниково. Задачей армии была оборона полосы протяжённостью 280 км южнее Сталинграда. Численность армии насчитывала около 75 тысяч человек личного состава, командующим армией был корпусной генерал Константин Константинеску-Клапс.
Состав армии:
- 6-й армейский корпус, командир генерал К. Драгалина
  - 1-я пехотная дивизия
  - 2-я пехотная дивизия
  - 4-я пехотная дивизия
  - 18-я пехотная дивизия
  - 20-я пехотная дивизия
- 7-й армейский корпус, командир генерал Ф. Митрэнеску

14 ноября 1942 года дивизия была подчинена 6-му корпусу, дислоцированному южнее Сталинграда. Через несколько дней, 20 числа, Красная Армия перешла в контрнаступление на участке 4-й армии. 51-я Советская Армия, старый знакомый по Керчи, атаковала 1-ю и 18-ю пехотные дивизии и сумела прорваться на их стыке и проникнуть в румынский тыл. Бойцам генерала Балдеску грозила опасность быть окруженными. Началось поспешное отступление, и в ходе этой операции дивизия понесла большие потери. Новый рубеж обороны был установлен на реке Аксай, но 27 ноября 1942 дивизия была отброшена на 25 км южнее реки. Затем она приняла участие в неудавшейся попытке снять осаду Сталинграда, понеся еще большие потери.
18-я пехотная дивизия была практически уничтожена в битве под Сталинградом и отправлена в Румынию для восстановления. В августе 1943 года переформирована в 18-ю горнострелковую дивизию .

### Переформирование и бои в Румынии
18-я пехотная дивизия стала 18-й горнострелковой дивизией и дислоцировалась в долине Прахова для охраны нефтеперерабатывающих заводов и нефтяных месторождений. Затем дивизию перевезли в Кампени, в горах Апусени.
Наступление в марте-апреле 1944 года вывело Красную Армию на румынскую землю и 18-я дивизия была отправлена на фронт в северную Молдавию, в состав 4-го корпуса. С 21 апреля по 12 мая 1944 года обороняла плацдарм к северо-западу от Ясс, ведя бои в районе леса Маржеску, холмов Бурсукарей и Оларилор. Советские войска добились нескольких прорывов в лесу Марзеску в период с 24 по 26 апреля после нескольких мощных атак. 29 апреля 1944 18-я дивизия контратаковала при поддержке 24-й танковой дивизии и сумела вернуть утраченные позиции. 6 мая Советы предприняли еще одну атаку, но не слишком продвинулись. В ходе этих боев 18-я дивизия потеряла 5 271 человек (492 убитых, 4 152 раненых и 627 пропавших без вести).

### На стороне антигитлеровской коалиции
В середине апреля 1945 года под командованием  Паула Алексиу  дивизия сражалась на реке Ваг возле Тренчина в западной Словакии во время Братиславско-Брновской наступательной операции

## Состав[7][8]
- 18-й полк доробантов (Regimentul 14 dorobanti Gorj)
- 90-й пехотный полк (Regimentul 90 Infanterie)
- 92-й пехотный полк Децебал (Regimentul 92 Infanterie Decebal)
- 35-й артиллерийский полк (regimentul 35 artilerie)
- 36-й артиллерийский полк (regimentul 36 artilerie)
- 18-я Рота связи
- 18-я Инженерная рота
- 18-я Зенитная батарея
- 18-я Противотанковая рота
- 18-й Батальон снабжения
- 18-й Отряд военной полиции

## Командиры[9]
- Бригадный генерал Иосиф Теодореску 3 июня 1941 — 1 сентября 1941
- Бригадный генерал Николае Костеску 1 сентября 1941 — 5 января 1942
- Бригадный генерал Раду Балдеску 6 января 1942 — 29 апреля 1944[6]
- Бригадный генерал Василе Паску 30 апреля 1944 — 9 октября 1944
- Полковник Демостен Георгиаде 10 октября 1944 — 18 октября 1944
- Дивизионный генерал Петре Каменита 19 октября 1944 — 2 января 1945
- Бригадный генерал Михаил Корбуляну 3 января 1945 — 26 февраля 1945
- Дивизионный генерал Петре Каменита 27 февраля 1945 — 9 апреля 1945
- Бригадный генерал Эмиль Параскивеску 10 апреля 1945 — 17 апреля 1945
- Дивизионный генерал Паул Алексиу 18 апреля 1945 — 8 мая 1945
- Бригадный генерал Георге Косма 9 мая 1945 — 12 мая 1945